# 焦璉 (嘉靖進士)
焦璉（1508年—？），字子重，號范溪，順天府涿州（今河北省涿州市）人，明朝政治人物。

## 生平
嘉靖十三年（1534年）甲午科順天府鄉試第二十名，嘉靖十四年（1535年）聯捷乙未科進士。授平阳府推官，十八年二月选授湖广道試監察御史，二十一年巡按南直隶，七月輔臣夏言被斥责，受到牵连，对品调外任，歷官河南歸德府同知，升爲山東按察司副使。復除河南信陽兵备副使，分巡汝南，三十二年（1553年）九月参与围剿師尚詔，後官至山西行太僕寺卿。四十二年十月閑住。

## 家族
曾祖父焦昇；祖父焦森，曾任訓導；父親焦鏜。母馬氏；繼母尚氏；繼母謝氏。具庆下。